# Mosoca (equip ciclista)
L'equip Mosoca va ser un equip ciclista suís de ciclisme en ruta que va competir de 1989 a 1991.

## Principals resultats
- Una etapa a la Volta a Múrcia: Andrea Tafi (1989)
- Una etapa a la Volta a Luxemburg: Andrea Tafi (1989)

### A les grans voltes
- Giro d'Itàlia
  - 0 participacions

- Tour de França
  - 0 participacions

- Volta a Espanya
  - 0 participacions